# جزر سنار

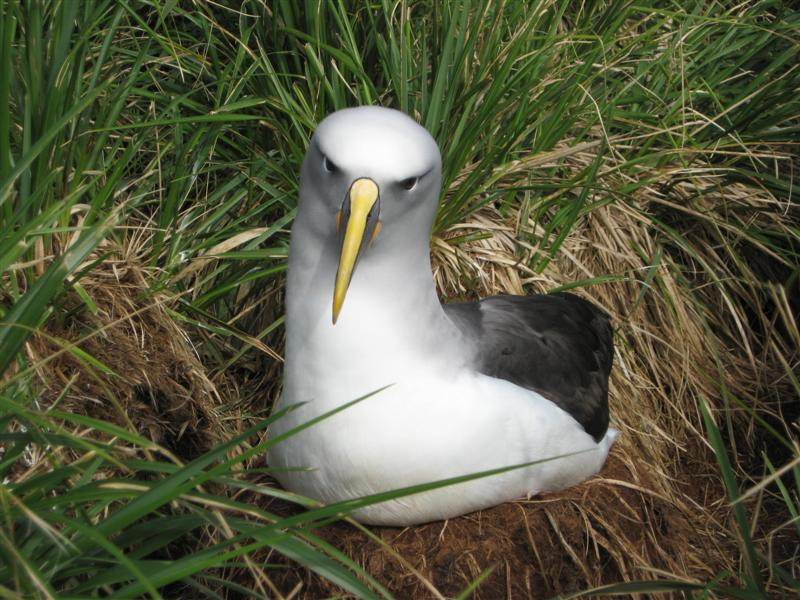
يعشش طائر القطرس الجنوبي من بولر فوق "منحدر البطريق" - 6 أبريل 2008

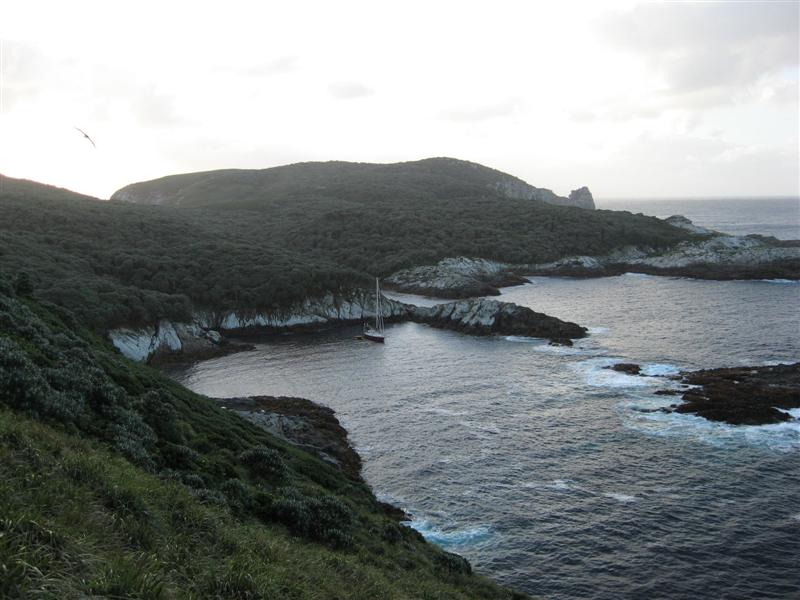
هو هو باي - مع يخت تياما الراسي بالداخل - وجهة نظر الشمال

جزر سنار ،  بالأنجليزية The Snares islands ، هي مجموعة صغيرة من الجزر غير المأهولة تقع على بعد 200 كم  من جنوب الجزيرة الجنوبية لنيوزيلندا وإلى الجنوب الغربي من جزيرة ستيوارت . تتكون من الجزيرة الشمالية الشرقية الرئيسية وجزيرة بروتون الصغرى بالإضافة إلى جزر السلسلة الغربية حوالي 5 كيلومتر (3.1 ميل) إلى الغرب والجنوب الغربي. بشكل جماعي ، تبلغ مساحة الجزر 3.5 كم2 ( 1.4 ميل2) .
الجزر مدرجة ضمن جزر نيوزيلندا النائية . تعد الجزر جزءًا مباشرًا من نيوزيلندا ، وليست جزءًا من أي أقاليم نيوزيلندا ، ولكنها بدلاً من ذلك منطقة خارج السلطة الإقليمية ، مثل جميع الجزر النائية الأخرى باستثناء جزر سولاندر .